# Alexandre Savérien
Alexandre Savérien (1720-1805) fue un matemático, ingeniero y escritor de Francia.

## Biografía
Alexandre nació en Arlés en 1720 y pasó su vida en el mundo literario y en las matemáticas, y murió sin patria y en la obscuridad en 1805, dejando escritos varios tratados de marítima y construcción naval, y diccionario de matemáticas y hechos navales.
Alexandre fue admitido de muy joven en la guardia de banderas en Marsella y se aplicó al estudio de las matemáticas y la fabricación de barcos, obteniendo a los 20 años el título de ingeniero de marina.
Alexandre, en 1745, da una nueva teoría del manejo de barcos, coronada por la Academia de Ciencias, descartando los principios de Pierre Bourguer (1698-1758), matemático e hidrógrafo de Francia, autor de tratados como Navegación y pilotaje y Construcción de barcos, prefiriendo los cálculos de Jacob Bernoulli.
Más tarde da a la imprenta otras obras, una de ellas como mesurar sobre el mar la estela de los barcos, todos los medios empleados por los antiguos y modernos para la marcha de una nave, y propone dos máquinas de su invención que devinieron defectuosas. Quiso demostrar la utilidad de una academia de marina, editando un diario recogiendo las descubiertas y fallos en el arte de navegar, estableciéndose la academia diez años después en Brest.
En 1752, escribe un tratado de instrumentos propicios para la observación en el mar, con una descripción de un compás a simple reflexión y un bisel, y dejó varios escritos en Les Siècles litteraires de la France, París, 1803, 7 vols. del literato Nicolas Desessarts (1744-1810) y en La France littéraire, Hamburgo, 1797-98, 3 vols., del erudito y bibliógrafo Johan Samuel Ersch (1766-1828), y también dejó una obra de filósofos de la antigüedad de investigaciones profundas dañando la obra su falta de estilo y otra de filósofos modernos.
Su Histoire des progrès de l’esprit humain dans les sciences naturelles (1775) fue traducida al español por el padre Francisco Martínez y publicada en Santa Fe de Bototá en 1791.

## Obras
- L'art de mesurer sur mer le sillage du vaisseau:...., París, 1750.
- Dictionnaire universel de mathematique et de physique, París, 1753, 2 vols.
- Ditionnaire historique, theorique et practique de marine, París, 1758, 2 vols. in-8º.
- Histoire des philosophes anciens, París, 1762-69, in-4º y in-12º, 8 vols.
- Histoire des progres de l'esorit humain,...., 1766-68, in 8º, 4 vols.
- Vita de Renato Cartesio celebre filosofo, Venezia, 1774.
- Histoire des philosophes modernes, París, 1766-1799, 8 vols.